# Азрапино (Пензенская область)
Азрапино — село в Шемышейском районе Пензенской области России. Входит в состав Каржимантского сельсовета.

## География
Село находится на юго-востоке центральной части Пензенской области, в пределах северного склона холмистой Хвалынской гряды, в лесостепной зоне, на левом берегу реки Узы, на расстоянии примерно 19 километров (по прямой) к юго-востоку от Шемышейки, административного центра района. Абсолютная высота — 177 метров над уровнем моря.

### Климат
Климат характеризуется как умеренно континентальный. Средняя температура воздуха самого тёплого месяца (июля) — 20 °C (абсолютный максимум — 38 °C); самого холодного (января) — −19 °C (абсолютный минимум — −44 °C). Безморозный период длится 126 дней. Период активной вегетации составляет 135—145 дней. Годовое количество атмосферных осадков — 490 мм, из которых большая часть выпадает в тёплый период. Снежный покров держится в течение 149 дней.

### Часовой пояс
Село Азрапино, как и вся Пензенская область, находится в часовой зоне МСК (московское время). Смещение применяемого времени относительно UTC составляет +3:00.

## Население
| 1709  | 1718  | 1748  | 1795  | 1859  | 1877 | 1897 |
| ----- | ----- | ----- | ----- | ----- | ---- | ---- |
| 158   | ↗205  | ↘198  | ↗254  | ↗758  | ↗860 | ↗936 |
| 1911  | 1914  | 1921  | 1926  | 1930  | 1939 | 1959 |
| ↗1316 | ↘1304 | ↗1408 | ↘1193 | ↗1240 | ↘689 | ↘526 |
| 1979  | 1989  | 1996  | 2002  | 2010  |      |      |
| ↘263  | ↘158  | ↘143  | ↘106  | ↘63   |      |      |

### Национальный состав
Согласно результатам переписи 2002 года, в национальной структуре населения мордва составляла 92 %.